# Rui Ukita
Rui Ukita (jap. 浮田 留衣, Ukita Rui; * 6. Juni 1996 in Kushiro, Hokkaidō) ist eine japanische Eishockeyspielerin, die seit ihrem Karrierebeginn für den Daishin Hockey Club in der All Japan Women’s Ice Hockey Championship auf der Position des Stürmers spielt und zudem seit 2012 der japanischen Frauennationalmannschaft angehört.

## Karriere

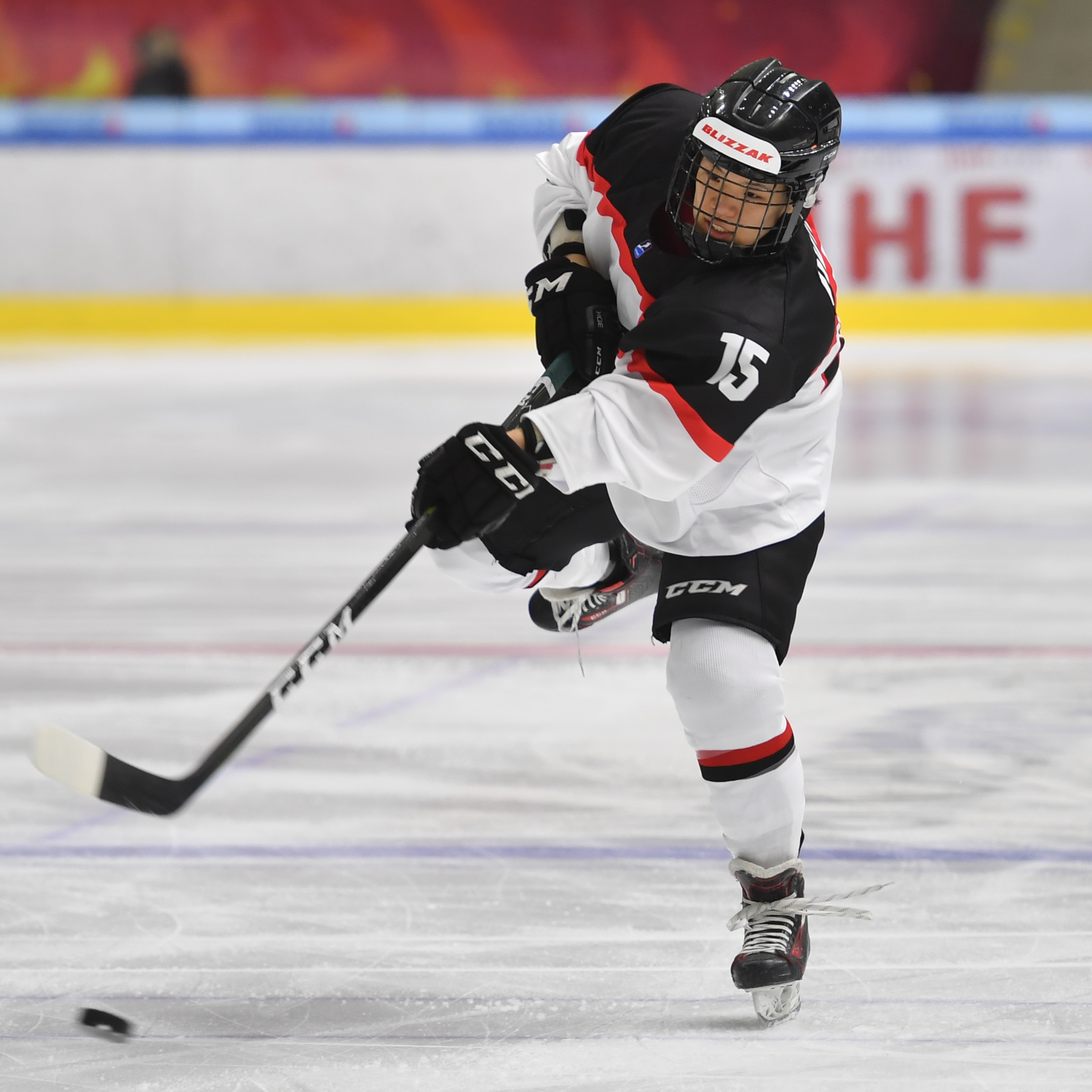
Ukita im Trikot der japanischen Nationalmannschaft

Ukita gehört ihrem zwölften Lebensjahr dem Daishin Hockey Club an und spielt mit diesem in der All Japan Women’s Ice Hockey Championship. Für die japanische Landesauswahl kam sie erstmals als 15-Jährige bei den U18-Juniorinnen zu internationalen Einsätzen. Mit dem U18-Team nahm sie an den U18-Frauen-Weltmeisterschaften der Division I in den Jahren 2012 und 2013 – damals noch als Verteidigerin – teil. Im Jahr 2013 schaffte sie dabei sowohl den Aufstieg in die Top-Division mit den Japanerinnen als auch die Auszeichnung als beste Abwehrspielerin des Turniers zu erhalten. Im selben Jahr debütierte Ukita – inzwischen dabei zur Stürmerin umgeschult zu werden – auch für die japanische Frauennationalmannschaft. Sie erreichte mit der Mannschaft die Qualifikation zu den Olympischen Winterspielen 2014 in Sotschi und den Aufstieg in die Top-Division bei der Weltmeisterschaft der Division IA.
Im Jahr 2014 war Ukita zunächst mit den Frauen bei den Olympischen Winterspielen im Einsatz und anschließend für die U18-Juniorinnen bei der U18-Frauen-Weltmeisterschaft. Diese schloss sie als drittbeste Scorerin des gesamten Turniers ab. In der Folge gehörte die Stürmerin zum festen Aufgebot Japans bei internationalen Turnieren, davon hielt sie auch ein Ausflug an die Ontario Hockey Academy in der Saison 2015/16 nicht ab. Unter anderem schaffte sie bei der Weltmeisterschaft der Division IA 2017 den erneuten Wiederaufstieg in die Top-Division, nachdem zuvor die abermalige Olympiaqualifikation geglückt war und das Team die Goldmedaille bei den Winter-Asienspielen 2017 gewonnen hatte. Im Rahmen der Olympischen Winterspiele 2018 in Pyeongchang gehörte Ukita erneut zum japanischen Aufgebot.

## Erfolge und Auszeichnungen
| - 2013 Aufstieg in die Top-Division bei den U18-Frauen-Weltmeisterschaft der Division I - 2013 Beste Verteidigerin der U18-Frauen-Weltmeisterschaft der Division I - 2013 Aufstieg in die Top-Division bei der Weltmeisterschaft der Division IA - 2014 Aufstieg in die Top-Division bei den Aufstiegs-Playoffs zur Weltmeisterschaft | - 2017 Goldmedaille bei den Winter-Asienspielen - 2017 Aufstieg in die Top-Division bei der Weltmeisterschaft der Division IA - 2025 Goldmedaille bei den Winter-Asienspielen |